# Emily Holmes
Emily Holmes, née le 1er mars 1977 à Ottawa, en Ontario (Canada), est une actrice canadienne.

## Biographie
Emily Holmes est née à Ottawa, en Ontario. Elle apparaît dans des séries télévisées telles que Les Nuits de l'étrange, Mysterious Ways : Les Chemins de l'étrange, Dead Zone, Stargate SG-1, Dark Angel et d’autres.
En 2002, elle apparaît dans la mini-série Disparition de Steven Spielberg. Emily Holmes apparaît également dans les web-séries Battlestar Galactica: The Resistance et Andromeda. Elle est mariée depuis le 12 novembre 2004 avec Michael Ziff.

## Filmographie

### Cinéma
- 2003 : Paycheck de John Woo : Betsy, une vendeuse
- 2005 : Familia de Louise Archambault : Kate
- 2006 : Des serpents dans l'avion (Snakes on a Plane) de David Richard Ellis : Ashley
- 2006 : The Wicker Man de Neil LaBute : une mère dans le wagon de la gare
- 2007 : La Ronde de nuit (Nightwatching) de Peter Greenaway : Hendrickje
- 2008 : Rembrandt's J'accuse de Peter Greenaway : Hendrickje (documentaire)
- 2009 : Year of the Carnivore (en) de Sook-Yin Lee : Kathy
- 2012 : Journal d'un dégonflé : Ça fait suer ! (Diary of a Wimpy Kid: Dog Days) de David Bowers : Hilary Hills
- 2017 : Le Chemin du pardon (The Shack) de Stuart Hazeldine : Vicki Ducette
- 2017 : Woody Woodpecker : Linda Walters

### Télévision

#### Téléfilms
- 2001 : Le gendre idéal (Till Dad Do Us Part) : Rebecca Corbett
- 2002 : Jinnah - On Crime: Pizza 911 : Caitlin Bishop
- 2002 : La Vie secrète de Zoé (The Secret Life of Zoey) : Joan
- 2003 : Strange Frequency 2 : Denise (dans le segment « Don’t Stop Believin »)
- 2003 : Un homme pour la vie (en) (Lucky 7) : Mary
- 2004 : L’amour en vedette (The Goodbye Girl) : Rhonda
- 2005 : Ladies Night : Jeanne
- 2006 : No Night Is Too Long : Emily
- 2010 : True Blue : Molly Banks
- 2011 : Meteor Storm : Laura
- 2011 : J.K. Rowling : La Magie des mots (Magic Beyond Words: The J.K. Rowling Story) : Diane Rowling
- 2011 : Big Time Movie : agent du MI6
- 2013 : La Malédiction de la pyramide (Prisoners of the Sun) de Roger Christian : Claire Becket
- 2013 : Independence Daysaster : Célia Leyman
- 2014 : Les 12 signes de l'Apocalypse :  Kathryn Keen
- 2017 : Organiser le Noël parfait (Christmas in the Air) de Martin Wood : Pam
- 2018 : Coup de foudre à la première danse : Vanessa

#### Séries télévisées
- 2000-2001 : 2gether, ze groupe (2ge+her) : Lita (dans l’épisode 13 de la première saison et dans l’épisode 3 de la seconde saison)
- 2001 : Les Nuits de l'étrange (Night Visions) : Amanda Bell / Belinda (dans les épisodes 1 et 3 de la première saison)
- 2001 : Strange Frequency : Denise Cole (dans l’épisode 3 de la première saison)
- 2001 : Mysterious Ways : Les Chemins de l'étrange (Mysterious Ways) : Sarah Summers (dans l’épisode 7 de la deuxième saison)
- 2001-2002 : Dark Angel : Wendy Olsen-White (dans l’épisode 10 de la première saison et dans les épisodes 9 et 16 de la seconde saison)
- 2002 : Dead Zone (The Dead Zone) : Allison Connover (dans les épisodes 1 et 2 de la première saison)
- 2002 : Beyond Belief: Fact or Fiction (en) :  Rena Dunne (dans l’épisode 6 de la quatrième saison)
- 2002 : That Was Then (en) : Zoey Glass adulte (dans l’épisode pilote)
- 2002 : Tom Stone (en) : Zoey Samuels (dans l’épisode 8 de la seconde saison)
- 2004 : Stargate SG-1 : Kianna Cyr (dans l’épisode 14 de la septième saison)
- 2004 : Tru Calling : Compte à rebours (Tru Calling) : Nicole Simms (dans l’épisode 9 de la première saison)
- 2004 : Andromeda : Indra Xicol (dans l’épisode 18 de la quatrième saison)
- 2004 : Le Messager des ténèbres (The Collector) : Sophia Marteau (dans l’épisode 13 de la première saison)
- 2004 : Dead Like Me : Ashley Hesberg (dans l’épisode 9 de la seconde saison)
- 2005 : The L Word : Lola (dans l’épisode 12 de la deuxième saison)
- 2006 : Smallville : Jodi Keenan (dans l’épisode 19 de la sixième saison)
- 2007 : Bionic Woman : Marty (dans l’épisode 2)
- 2007 : Supernatural : Mrs. Wallsh (dans l’épisode 8 de la troisième saison)
- 2009 : Fringe : Jill Leiter (dans l’épisode 5 de la deuxième saison)
- 2011 : Le Fou de l'hôtel (Endgame) : Anya (dans l’épisode 3 de la première saison)
- 2011 : The Secret Circle : Amelia Blake, la mère de Cassie (dans l’épisode pilote)
- 2012 : Alcatraz : Georgia Bradley (dans l’épisode 13 de la première saison)
- 2019 : The Valley : D'Anne Schjerning (dans l’épisode 2 de la première saison)
- 2019 : The Order : Margaret Crain (dans les épisodes 1 et 2 de la première saison)

#### Mini-séries
- 2002 : Disparition (Taken) : Julie Crawford (dans les épisodes 4, 5 et 6)
- 2005 : Into the West : Leah Wheeler (dans l’épisode 2)
- 2008 : Le Mystère Andromède (The Andromeda Strain) : Joanne Scott (dans l’épisode 1)

### Internet

#### Web-série
- 2006 : Battlestar Galactica: The Resistance : Nora Clellan (dans les webisodes 1, 3 et 4)